# Muffins
Muffins è un'audiocassetta del gruppo statunitense Hoobastank. L'album è caratterizzato da un suono simile allo ska punk, molto differente dal post-grunge che caratterizzerà il gruppo nelle pubblicazioni successive.

## Tracce
1. Invisible – 4:07
2. Pee Wee – 3:00
3. Educated Fool – 3:49
4. Naked Jock Man – 3:26
5. Prank Call to Cobalt Café – 2:57
6. Show Me Your Titz – 2:44

## Formazione
- Doug Robb – voce
- Dan Estrin – chitarra
- Markku Lappalainen – basso
- Chris Hesse – batteria
- Jeremy Wasser – sassofono tenore
- Derek Kwan – sassofono tenore